# Aztec Camera
Aztec Camera var ett skotskt band från Glasgow bildat 1980. Medlemmarna i varierade från år till år, men gitarristen/sångaren/textförfattaren Roddy Frame var en ständig medlem i bandet. 
Populära sånger av Aztec Camera inkluderar "Oblivious", "Somewhere in My Heart", "Good Morning Britain" (en duett med före detta gitarristen i Clash, Mick Jones), och en cover av bandet Van Halen's låt "Jump", som de dragit ner tempot på. Bandet upplöstes 1995 och Frame fortsatte i eget namn.

## Historia
Gruppen bildades 1980 av den sextonårige Roddy Frame tillsammans med Campbell Owens (basgitarr) och Dave Mulholland (trummor). De fick skivkontrakt med Postcard Records där de debuterade med singeln Just Like Gold 1981. Efter en andra singel samma år, Mattress of Wire, gick de över till Rough Trade Records och gav ut singeln Pillar to Post 1982. Året därpå kom debutalbumet High Land, Hard Rain som fick ett mycket positivt mottagande och även sålde bra. Kritikerna förbluffades av den ännu tonårige Frames låtskrivartalang och gjorde upprepade jämförelser med Elvis Costello. 
Nästa album Knife (1984) producerades av Mark Knopfler från Dire Straits och visade upp ett mer ambitiöst och välpolerat sound. Frame blev dock alltmer missnöjd med de övriga gruppmedlemmarna som hade bytts ut flera gånger och efter att originalmedlemmen Campbell Owens lämnat gruppen övergick han till att enbart samarbeta med olika studiomusiker. Det R&B-influerade albumet Love (1987) med hitsingeln Somewhere In My Heart blev en ny framgång. Därefter följde Stray (1990), med Mick Jones-duetten Good Morning Britain, och den elektroniska Dreamland (1993) som var ett samarbete med Ryuichi Sakamoto. Efter att den mer lågmälda och akustiska Frestonia (1995) fått ett ljummet mottagande av både kritiker och publik övergav Frame gruppnamnet och fortsatte i eget namn.

## Diskografi

### Album
- High Land, Hard Rain (1983)
- Knife (1984)
- Aztec Camera (1985)
- Love (1987)
- Stray  (1990)
- Dreamland (1993)
- Frestonia (1995)

### Kompilationer
- New, Live and Rare (1988)
- Covers & Rare (1993)
- The Best of Aztec Camera (2001)
- Knife/Aztec Camera (2002)
- Love/Stray (2005)
- Deep and Wide and Tall: The Platinum Collection (2005)

### Singlar
- Just Like Gold (1981)
- Mattress of Wire (1981)
- Pillar to Post (1982)
- Walk Out to Winter (1983)
- Oblivious [EP]/[WEA] (1983)
- Oblivious [Single] (1983)
- Oblivious [EP]/[RT] (1984)
- Oblivious [Remixes] (1984)
- Still on Fire [EP] (1984)
- Still on Fire [Single] (1984)
- Backwards and Forwards [Japan] [live] (1985)
- Backwards and Forwards [UK] [live] (1985)
- Somewhere in My Heart (1988)
- Crying Scene [CD EP] (1990)
- Crying Scene [Cassette Single] (1990)
- Good Morning Britain (1990)
- Spanish Horses  (1992)
- Birds [CD#2] (1993)
- Dream Sweet Dreams (1993)
- Sun (1995)
- Birds [CD#1]
- Birds [UK CD#1]

## Källa
Allmusic